# 3054 Стругацькія
3054 Стругацькія (3054 Strugatskia) — астероїд головного поясу, відкритий 11 вересня 1977 року.
Тіссеранів параметр щодо Юпітера — 3,189.